# Panamerikanische Spiele 2015/Hockey
Bei den Panamerikanischen Spielen 2015 in Toronto wurde je ein Hockeyturnier für Damen und Herren ausgetragen. Die Turniere dauerten vom 13. bis zum 25. Juli 2015.
Die Sieger dieser Turniere sind als Kontinentalmeister für die Olympischen Sommerspiele 2016 in Rio de Janeiro qualifiziert. Mit dem vierten Platz konnten sich auch die brasilianischen Herren als Gastgeber qualifizieren. Der Welthockeyverband hatte wenigstens den sechsten Platz gefordert.

## Abschlussplatzierungen
| Platz | Herren              | Damen                   |
| ----- | ------------------- | ----------------------- |
| 1.    | Argentinien         | USA                     |
| 2.    | Kanada              | Argentinien             |
| 3.    | Chile               | Kanada                  |
| 4.    | Brasilien           | Chile                   |
| 5.    | USA                 | Uruguay                 |
| 6.    | Mexiko              | Mexiko                  |
| 7.    | Trinidad und Tobago | Dominikanische Republik |
| 8.    | Kuba                | Kuba                    |